# PIPPIN
『Pippin』（ピピン）は、ロジャー・O・ハーソン脚本、スティーブン・シュワルツ作詞作曲、ボブ・フォッシー演出およびリブレットによるトニー賞受賞のブロードウェイミュージカル。主役陣たちによる神秘的な舞台芸術を駆使し、若い王子であるピピンが人生の意義を探す物語が語られる。
中世初頭、ピピンとその父カール大帝がそれぞれの起源をたどるのだが、歴史的精巧さはごくわずかである。この作品は『ファウスト』のバーレスクに似ている。部分的にモータウン・レコードから提供された曲を使用している。2014年4月現在、32番目のロングラン作品となっている。この作品はシュワルツにより、当初『Pippin, Pippin 』という名の学生ミュージカルとして作られ、カーネギーメロン大学の劇団スコッチン・ソーダが上演した。
1996年、ミュージカル学者のスコット・ミラーは著書『From Assassins to West Side Story 』において、「このミュージカルは過小評価されており、人々が考えているよりずっと実績がある。許可を受けて上演しているアマチュア劇団は単にキュートで無難でブロードウエイ版とは全く異なる。これがボブ・フォッシーの演出にかかると夢のような妖艶な作品となる」と記した。ベン・ヴェリーンはオリジナル公演でトニー賞主演男優賞、パティナ・ミラーは再演でトニー賞主演女優賞を受賞し、トニー賞において、同じ役を演じた性別の違う役者の初めての受賞となった。

## 概要
1972年10月23日にアメリカ、ブロードウェイのインペリアルシアター劇場にて初演。1977年6月12日終演。1972年度トニー賞5部門受賞。ブロードウェイロングラン公演歴代27位、1944回の上演回数を記録している。
1973年にイギリス、ロンドンのハー・マジェスティーズ劇場（Her Majesty's Theatre）でも上演されている。
キョードー東京がプロデュース参加した2013年ブロードウェイ再演版は、同年度トニー賞の最優秀リバイバルミュージカル作品賞を受賞。

## あらすじ
第1幕、劇団の主役であるリーディング・プレイヤーが、様々な時代の衣装を着た役者たちと共に登場し、意図的に時代錯誤で異化な型破りの芝居を作り上げる。リーディング・プレイヤーと役者たちは全体を通してベルトルト・ブレヒト流の距離感を持ったメタフィクションで、第四の壁を取り払って観客に直接語り掛け、刺激的に観客の心を掴む(Magic to Do )。若い王子の人生の充実感探しから物語は始まる。役者たちはこの王子は新人役者のピピンであると紹介する。ピピンは自分が何者なのかを見つける夢を学術的に語り(Corner of the Sky )、役者たちは素晴らしい人生を探す野心的な冒険の旅に出るピピンを称賛して送り出す。ピピンは父チャールズ王(カール大帝)が所有する城に一旦戻る。チャールズとピピンは、貴族、兵士、廷臣たちが王の気を惹こうと邪魔をするためなかなかコミュニケートできない(Welcome Home )。王は賢い息子と話すのが苦手で愛情を示すことができない。ピピンは継母のファストラーダとそのあまり賢くない息子ルイス(ルートヴィヒ1世)と会う。チャールズとルイスは西ゴート族をすぐにでも襲うことを計画しており、ピピンはチャールズに自分の存在を証明するため連れて行ってほしいと頼む。チャールズは渋々承知し、部下へ戦闘計画の説明を続ける(War is a Science )。
戦闘中、リーディング・プレイヤーが再登場し、舞台中央で2人のリード・ダンサーと共にシルクハット、杖、そしてしゃれたジャズで戦争と暴力を美化し風刺したダンスを披露する(Glory (ボブ・フォッシーの『マンソン・トリオ』として有名)。ピピンはこの戦争の真似事に嫌気がさし、田舎に逃げ込む。リーディング・プレイヤーは観客にピピンの全国に亘る旅について語り、ピピンは祖母の家に立ち寄る(Simple Joys )。ファストラーダに追い出された、父方の祖母バーサはピピンに深刻に悩まず堂々と生きるようにと語る(No Time At All )。ピピンはこのアドバイスを受け入れ、より楽しい人生を探す決心をする(With You )。彼は多くの意味のない性的経験を重ねるが、すぐに愛のない関係は空虚で満たされないことに気付く。
リーディング・プレイヤーはピピンに、戦い方を知らない専制政治のチャールズと僭主で戦うことになるだろうと語る。ピピンは革命を計画し、ファストラーダはこれを聞きつけ、チャールズとピピンが共に自滅すれば愛するルイスが王位に就けると喜ぶ。ファストラーダはチャールズの殺害を計画し、彼女の策略にはまったピピンが容疑にかかる(Spread a Little Sunshine )。チャールズはアルルで祈りを捧げている最中ピピンに殺され、ピピンが新たな王になる(Morning Glow )。しかし庶民からの請願の後、ピピンは彼も父親も社会を変えることはできず、自身も専制政治になってきていることに気付く。彼はリーディング・プレイヤーに、亡くなった父をよみがえらせるよう頼み、リーディング・プレイヤーはチャールズを生き返らせる。リーディング・プレイヤーは観客に、これから休憩に入るが、スリリングなフィナーレを期待するよう語る。
第2幕、ピピンの方向性はいまだ定まらず、リーディング・プレイヤーは彼を励ます(On the Right Track )。芸術や宗教などを試したが、巨大な絶望感に襲われ倒れてしまう。キャサリンが彼を見つけると、彼に魅了され(And There He Was )、ピピンが目覚めるとキャサリンは幼い息子シオのいる未亡人であると自己紹介する(Kind of Woman )。リーディング・プレイヤーは始めからキャサリンのピピンへの関心を心配するが、彼女こそがのちにピピンの運命の人となるのである。当初ピピンは掃除、修理、牛の乳搾りなどの荘園作業がつまらないと思っていた(Extraordinary )が、ペットを病気で亡くして落ち込むシオを慰めたり(Prayer for a Duck )、キャサリンを愛するようになる(Love Song )。時が過ぎると、ピピンは人生の目的を探し続けるため荘園を出なくてはならないと感じるようになる。キャサリンは傷付き、彼を非難する(主にリーディング・プレイヤーの怒りと驚きで表現される) (I Guess I'll Miss the Man )。
舞台上で1人になったピピンはリーディング・プレイヤーと様々な役者たちに取り囲まれる。彼らは皆ピピンにフィナーレでかつてない完璧な舞台を完成させるよう提案する。彼らはピピンに、燃える箱に飛び込んで自身に火をつけ、「炎と1つになった」と叫べと勝手なことを言う。ピピンは徐々に抵抗力を失う(Finale )。彼は不安と、役者たちの中にいた、ある女優の登場により立ち止まる。その人はキャサリンを演じていた女性であった。キャサリンと息子のシオはピピンのそばに立ち、リーディング・プレイヤー、ファストラーダだけでなく脚本も拒否する。ピピンは本当に幸せだと思えた場所はキャサリンの家だけだったことに気付く(Magic Shows and Miracles )。充実感を得るために様々な方法を試したが、最も充実した人生は穏やかで普通の人生であることに気付く。彼は充実感というのは時に平凡でつまらないもので「何ものにも縛られない者は何ものからも自由になれない」と結論を出す。リーディング・プレイヤーは激怒し、公演を中止させようと役者たちとオーケストラに片付けさせ、ピピン、キャサリン、シオを何もない暗く静かな舞台に取り残し、ピピンに「音楽なしで歌え、お坊ちゃん」と叫ぶ。ピピンは最も簡素で最も普通の生活により、人生の特別な目的を探すことをやめ、これが幸せなのだと気付く。キャサリンから今の気持ちを尋ねられ、ピピンは「つかまった。けど幸せだ」と語る。

### 追加のエンディング
2013年のブロードウエイ再演を含む『ピピン』の新たなプロダクションではオリジナルのエンディングが追加されることがある。役者たちはグランド・フィナーレを演じることを拒否し、舞台上に取り残されたピピンはキャサリンとシオとのシンプルな人生への満足感を主張して『Corner of the Sky 』の一節を歌い、その後『Magic to Do 』のメロディでリーディング・プレイヤーと役者たちが戻ってきて、この物語が言いたいことは人生のほんの一部であり、そしてこれは繰り返されるものだと暗示し、シオはピピンの代役となる。現在のプロダクションは2種類のエンディングがあるが、シュワルツ自身は新たなエンディングの方が好みだと語っている。

### 主な登場人物
- ピピン：皇帝の息子
- リーディングプレイヤー（東宝版では「主席俳優」）：一座の主演男優、狂言回し
- ファストラーダ：ピピンの義理の母
- チャールズ：ピピンの父、皇帝（東宝版ではカール大帝、ネルケ版ではローマ帝国の皇帝、英語圏ではシャールマンとも）
- ルウィス（ネルケ版では「ルイ」）：ファストラーダの息子、ピピンの義理の弟
- キャサリン（ネルケ版では「カトリーヌ」）：幼い息子がいる未亡人
- バーサ（ネルケ版では「ベルタ」）：ピピンの祖母

## 使用楽曲
当初1幕物として製作されたため休憩を入れることは容易ではなかった。現在の2幕物版はミュージカル・シアター・インターナショナルに権利がある。1幕最後の『Morning Glow 』の後に休憩が入り、チャールズが亡くなった後に短縮版の『Magic to Do 』が入る。新たなエンディングが追加され、許可なく演出家の権限で休憩を差し入れることができるようになった。2013年、ブロードウエイ再演では休憩が差し入れられた。
| - Magic to Do – リーディング・プレイヤー、アンサンブル - Corner of the Sky †– ピピン - Welcome Home **– カール大帝、ピピン - War Is a Science– カール大帝、ピピン、兵士たち - Glory – リーディング・プレイヤー、アンサンブル - Simple Joys – リーディング・プレイヤー - No Time at All – バーサ、アンサンブル - With You – ピピン - Spread a Little Sunshine – ファストラーダ、アンサンブル - Morning Glow* – ピピン、アンサンブル | - On the Right Track – リーディング・プレイヤー、ピピン - And There He Was – キャサリン - Kind of Woman – キャサリン、アンサンブル - Extraordinary – ピピン - Prayer for a Duck – ピピン、シオ、キャサリン - Love Song – ピピン、キャサリン - I Guess I'll Miss the Man ‡ – キャサリン - Finale/Magic Shows and Miracles – リーディング・プレイヤー、ファストラーダ、ピピン、アンサンブル - Corner of the Sky (リプライズ)§ – シオ |

† ブロードウエイ公演でジョン・ルービンスタイン、ロンドン公演でポール・ジョーンズが演じた。1972年、ジャクソン5がカヴァーし、2000年のオリジナル・ブロードウエイ・キャスト・レコーディングにボーナス・トラックとして収録された。約30年違いで収録されたダスティ・スプリングフィールドとペトゥラ・クラークの歌でデュエットが製作され、2007年のクラークのアルバム『Duets 』に収録された。
* 1973年、マイケル・ジャクソンがカヴァーし、アルバム『ミュージック・アンド・ミー』に収録され、2000年のオリジナル・ブロードウエイ・キャスト・レコーディングにボーナス・トラックとして収録された。
‡ 1972年、スプリームスがカヴァーし、2000年のオリジナル・ブロードウエイ・キャスト・レコーディングにボーナス・トラックとして収録された。
§ 許可されたプロダクションおよび2013年の再演のみ
** 2013年再演ではカットされた
1972年のオリジナル・プロダクションではフォッシーはシュワルツの『Marking Time 』を使用するつもりであったが、ブロードウエイ公演開幕前に『Extraordinary 』に置き換えた。

## プロダクション

### 1972年、ブロードウエイ
1972年10月23日から1977年6月12日までインペリアル劇場にて1,944公演が上演された。ボブ・フォッシーの演出および振付による。
オリジナル・キャスト:
- ジョン・ルービンスタイン – ピピン
- ベン・ヴェリーン – リーディング・プレイヤー
- クリストファー・チャドマン - ルイス
- エリック・ベリー – チャールズ
- ジル・クレイバーグ – キャサリン
- ルランド・パーマー – ファストラーダ
- アイリーン・ライアン – バーサ (1973年3月、脳梗塞で降板し、6週間後にカリフォルニア州サンタモニカで死去)

『ニューヨーク・タイムズ』でクライヴ・バーンズは「平凡なロック・ミュージックが使用されており個性がない。にもかかわらず一貫して美しい旋律で、覚えやすいロック・バラードもいくつかある」と記した Advertising for the Broadway production broke new ground with the first TV commercial that actually showed scenes from a Broadway show.。60秒のコマーシャルでは『Glory 』が流れ、ベン・ヴェリーンおよびコーラスをするダンサーのキャンディ・ブラウンとパメラ・スーザが登場した。このコマーシャルの最後には「インペリアル劇場にてコマーシャルの中断なく、残り119分の『ピピン』が生でご覧いただけます」と流れた。
著名な出演者にはリーディング・プレイヤー役にサミュエル・E・ライト、ノーザン・キャロウエイ、ベン・ハーニー、ラリー・ライリー、ピピン役にマイケル・ルパート、ウィリアム・カット、ディーン・ピッチフォード、キャサリン役にベティ・バックリー、バーサ役にドロシー・スティックニー、ファストラーダ役にプリシラ・ロペスなどがいる。

#### 2013年、ブロードウエイ再演
マサチューセッツ州ケンブリッジで『ピピン』を上演していたアメリカン・レパートリー・シアター(ART)のプロダクションがブロードウエイに進出することとなり、ミュージック・ボックス劇場にて2013年3月23日からのプレヴュウ公演を経て4月25日に『ピピン』再演を開幕した。ARTと同じキャストで、ピピン役をマシュー・ジェイムス・トーマス、リーディング・プレイヤー役をパティナ・ミラー、バーサ役をアンドレア・マーティン、キャサリン役をレイチェル・ベイ・ジョーンズ、ルイス役をエリック・アルトマス、チャールズ王役をテレンス・マン、ファストラーダ役をシャーロット・ダンボイズ、シオ役をアンドリュー・セカラが演じた。ARTに引き続き、ダイアン・ポウルズが演出を務め、サー カスおよびアクロバティックな部分の演出はチェット・ウォーカーとジプシー・スナイダーが務めた。この再演により第67回トニー賞において10部門にノミネートされ、再演ミュージカル作品賞、ミュージカル主演女優賞(ミラー)、ミュージカル助演女優賞(マーティン)、ミュージカル演出賞(ポウルズ)の4部門を受賞した。2014年4月1日現在、ピピン役はカイル・ディーン、リーディング・プレイヤー役はキアラ・リネ、バーサ役はTovah Feldshuh、アニー・ポッツ、その後プリシラ・ロペスが演じている。2014年6月19日、1972年のオリジナル・ピピン役のジョン・ルービンスタインがテレンス・マンに代わりチャールズ役を演じた。2014年9月2日から21日、バーサ役は2013年にトニー賞を受賞したアンドレア・マーティンが再度演じた。
2015年1月4日、ブロードウエイ再演は閉幕した。

### 1973年、ロンドン公演
1973年10月30日からウエスト・エンドにあるハー・マジェスティーズ劇場で85公演が上演された。ボブ・フォッシーがブロードウエイに引き続き演出と振付を行なった。
ロンドン・キャスト:
- ポール・ジョーンズ – ピピン
- ノーザン・キャロウエイ – リーディング・プレイヤー
- ジョン・ターナー – シャールマン
- パトリシア・ホッジ – キャサリン
- ダイアン・ラントン – ファストラーダ
- エリザベス・ウェルチ – バーサ

2011年12月よりメニア・チョコレート・ファクトリー劇場でフランセス・ラフル主演で再演された。

### 他のプロダクション

#### 1978年、ロサンゼルス・シヴィック・ライト・オペラ
ピピン役をマイケル・ルパート、リーディング・プレイヤー役をラリー・ライリー、チャールズ役をエリック・ベリー、バーサ役をテルマ・カーペンターが演じた。

#### 2000年、ペーパー・ミル
2000年6月、ニュージャージー州ミルバーンにあるペーパー・ミル・プレイハウスにてロバート・ジョナサンが演出、ロブ・アシュフォードが振付、マイケル・アネニアが装置デザイン、ジーン・マイヤーおよびグレッグ・バーンズが衣装デザイン、カーク・ブックマンが照明デザイン、デイヴィッド・シーグルが編曲を務めて上演された。リーディング・プレイヤー役をジム・ニューマン、シャールマン役をエド・ディクソン、ピピン役をジャック・ノーズワーシー、キャサリン役をナターシャ・ディアス、ファストラーダ役をサラ・ゲトルフィンガー、ルイス役をデイヴィス・カービー、バーサ役をシャーロット・レイが演じた。

#### 2004年、コンサート
2004年、ニューヨークで行われた、ジェイミー・マゴニガル主催の第2回世界エイズの日コンサートに登場した。ピピン役にマイケル・アーデン、キャサリン役にローラ・ベナンティ、ファストラーダ役にジュリア・マーニー、シャールマン役にテレンス・マン、バーサ役にチャールズ・ブッシュが配役され、リーディング・プレイヤー役はロージー・オドネル、ダリアス・ド・ハース、ビリー・ポーター、キャサリン・シャインドルと、10年以上ブロードウエイに同作初演で出演したサプライズ・ゲストのベン・ヴェリーンの5人が務めた。

#### 2005年、ベイ・ストリート劇場
2005年8月9日から9月4日まで、ニューヨークのサグ・ハーバーにあるベイ・ストリート劇場でリーディング・プレイヤー役にB・D・ウォン、ファストラーダ役にステファニー・ポープ、キャサリン役にアナスタシア・バージー、ピピン役にジム・スタンクが配役されて上演された。

#### 2009年、ロサンゼルス
2009年1月15日から3月15日、ロサンゼルスにあるマーク・テイパー・フォーラムにて全く違う演出の『ピピン』が上演された。より現代的にし、アメリカ手話を使用する聴覚障がい者の俳優を起用した。聴覚障がい者で構成されるデフ・ウエスト・シアターと、センター・シアター・グループの双方から集まった役者に対し、ジェフ・カルホーンが演出および振付を行なった。ピピン役はデフ・ウエスト・シアターのタイロン・ジョーダノが演じ、マイケル・アーデンがその声を担当した。『ニューヨーク・タイムズ』はこの2人1役について必要性に理解を示したが、この斬新なスタイルの公演に何かが足りないと記した。
キャスト:
- マイケル・アーデン/タイロン・ジョーダノ - ピピン
- ダン・キャラウエイ - チャールズ/兵士の声
- ブライアン・テレル・クラーク - シオ/貴族の声
- ニコラス・コンウエイ/ホセ・F・ロペス・ジュニア - シオ
- ロドリック・コンヴィントン - 聖火ランナーの貴族、案内人
- ジェイムス・ロイス・エドワーズ - ルイス
- サラ・ゲトルフィンガー - ファストラーダ
- ハリエット・ハリス - バーサ
- トロイ・コッサー - チャールズ
- ジョン・マギンティ - 貴族、案内人、小作人
- アンソニー・ネイトル - 聖火ランナー、申立人、案内人
- アルクス・ペヴェック - 申立人、小作人の声、西ゴート族の頭領
- タイ・テイラー - リーディング・プレイヤー
- メリッサ・ヴァン・ダー・シフ - キャサリン
- アレキサンドリア・ウエイルズ - 西ゴート族の兵士
- ブラッド・ピット - ウイリー

#### 2011年、ロンドン
2011年11月22日、メニア・チョコレート・ファクトリー劇場にてロンドン再演が開幕した。
出演者:
- フランセス・ラフル
- アイアン・ケルシー
- マット・ラウル
- カーリー・ボウデン
- ベン・バンス
- ルイズ・ゴールド
- ボブ・ハームス
- ハリー・ヘプル
- ホリー・ジェイムス
- アナベル・カテイ
- デイヴィッド・マクマラン
- スチュアート・ニール
- デイヴィッド・ペイジ
- ケイト・タイドマン

ミッチ・セバスチャンが演出および振付、Timothy Bird for Knifedge がプロダクション・デザイン、ジーン・マーク・ピューザントが衣装デザイン、ケン・ビリントンが照明デザイン、ガレス・オウエンが音響デザイン、トム・ケリーが音楽監督/追加編曲、サイモン・リーが編曲/音楽監督を務めた。

#### 2012年、カンザスシティ
2012年9月14日、カンザスシティ・レパートリー・シアターによる公演が行われた。カーティス・ムーアによりパンク・ロック調にアレンジされ、メアリー・テスタがメインで登場した。
キャスト(アルファベット順):
- ユタ・ボグズ - シオ
- サム・コーズ - ルイス
- クレイボーン・エルダー - ピピン
- ケイティ・ギルクリスト - キャサリン/アンサンブル
- ジェニー・グリーンベリー - 女性アンサンブル
- ジョン・ヒコック - チャールズ
- ケイティ・カラハーカ - ファストラーダ/アンサンブル
- ギル・ペレス・エイブラハム・ジュニア - 男性アンサンブル
- ウオレス・スミス - リーディング・プレイヤー
- メアリー・テスタ - バーサ

エリック・ロゼンが演出、サマンサ・グリーンが舞台監督、カーティス・ムーアが音楽監督/編曲、チェイス・ブロックが振付、ジャック・メイゴウが装置デザイン、アリソン・ハーヤーが衣装、ジェイソン・ライオンズが照明デザイン、ザカリー・ウイリアムソンが音響デザインを務めた。

#### 2012年-2013年、ケンブリッジ/アメリカン・レパートリー・シアター(ART)
2012年12月5日から2013年1月20日までマサチューセッツ州ケンブリッジのアメリカン・レパートリー・シアター(ART)による公演が上演された。ダイアン・ポウルズが演出、チェット・ウオーカーが振付、スコット・パスクが装置デザイン、ドミニク・ルミュークスが衣装デザイン、ケネス・ポスナーが照明デザイン、クライヴ・グッドウインが音響デザイン、ラリー・ホックマンが編曲、ナディア・ディジャロナードが音楽監督(supervision)、チャーリー・アルタマンが音楽監督(direction)を務めた。ポール・キーヴによるイリュージョンやジプシー・スナイダーおよびモントリオールのLes 7 Doigts de la Main によるサーカスを特徴としている。作曲家のスティーブン・シュワルツがリハーサルを鑑賞した。このプロダクションでは第1幕の『Welcome Home 』をカットした。2013年4月25日、ブロードウエイに進出した。
キャスト:
- パティナ・ミラー - リーディング・プレイヤー
- マシュー・ジェイムス・トーマス - ピピン
- テレンス・マン - シャールマン
- シャーロット・ダンボイズ - ファストラーダ
- アンドレア・マーティン - バーサ
- レイチェル・ベイ・ジョーンズ - キャサリン
- エリック・アルトマス - ルイス
- アンドリュー・セカラ - シオ

他にグレゴリー・アーセナル、ロリータ・コステット、コリン・カンリフ、アンドリュー・フィッチ、オリオン・グリフィス、ヴィクトリア・グリミー、オルガ・カーマンスキー、ベサニー・ムーア、ステファニー・ポープ、フィリップ・ローゼンバーグ、ヤニック・トーマス、モリー・タインズ、アンソニー・ウエインが出演した。

#### 2013年、ベネズエラのカラカス
2013年12月12日、ベネズエラのカラカスにてLily Alvarez Sierra Company によるCésar Sierra 演出のスペイン語版が開幕した。
キャスト:
- Ruthsy Fuentes - リーディング・プレイヤー
- Wilfredo Parra - ピピン
- Anthony LoRusso - シャールマン
- Marielena González - ファストラーダ
- Rebeca Herrera Martinez - キャサリン
- Orlando Alfonzo and Gerardo Lugo - ルイス
- Violeta Alemán - バーサ

#### 2014年、全米ツアー
2014年9月、コロラド州デンバーにあるビュール劇場にて全米ツアー公演が開幕した。リーディング・プレイヤー役にサーシャ・アレン、ピピン役にカイル・シーリグ、チャールズ役にジョン・ルービンスタイン、ファストラーダ役にサブリナ・ハーパー、キャサリン役にクリスティン・リース、バーサ役にルーシー・アナーズが配役された。他にスカイラー・アダムズ、サーシャ・バックマン、ブラッドリー・ベンジャミン、Dmitrious Bistrevsky、マーク・バレル、Mathew deGuzman、Fernando Dudka、Mirela Golinska、ケルシー・ジェイミーソン、プレストン・ジェイミーソン、リサ・カーリン、アラン・ケリー、Melodie Lamoureux、トリー・トロウブリッジ、マッケンジー・ウオレン、ボリス・ヨークが出演している。デンバー、サンフランシスコ、ロサンゼルスではピピン役のシーリグの声が出なくなったため、マシュー・ジェイムス・トーマスが代役を務めた。サンフランシスコ公演の最後2週間およびロサンゼルス全公演でアンドレア・マーティンがバーサ役を再び演じた。

### 日本語版

#### 1976年、『ピピン』
東宝ミュージカル1976年4月特別公演。1976年4月5日初日、同年4月28日千秋楽、東京帝国劇場。
- 演出：堀内完・古川清
- 振付：堀内完
- 翻訳：倉橋健・関根勝
- 訳詞：滝弘太郎
- 音楽監督：福田一雄・滝弘太郎
- 配役：
  - ピピン - 秋野太作
  - 主席俳優 - 財津一郎
  - ファストラーダ - 草笛光子
  - チャールズ - 上條恒彦
  - ルウィス - 松橋登
  - キャサリン - 今陽子
  - バーサ - 三益愛子

#### 2007年、『PIPPIN』
テレビ朝日主催、ネルケプランニング企画・製作の公演。
2007年10月4日初日、同年10月14日千秋楽、東京天王洲 銀河劇場。
2008年7月6日再演初日、同年7月16日千秋楽、東京天王洲 銀河劇場。
- 演出・振付：上島雪夫
- 翻訳・訳詞：小田島恒志
- 音楽監督：奈良部匠平
- 配役：
  - ピピン - 相葉弘樹・Kimeru（ダブルキャスト）
  - リーディングプレイヤー - パパイヤ鈴木 (2007)、大澄賢也 (2008)
  - ファストラーダ - 杏子 (2007)、北村岳子 (2008)
  - チャールズ - 石原慎一 (2007)、ジェームス小野田 (2008)
  - ルイ - 進藤学 (2007)、宮下雄也 (2008)
  - カトリーヌ - 鈴木蘭々 (2007)、宮本真希 (2008)
  - ベルタ - 中尾ミエ

#### 2019年、『ピピン』
本公演で上演される日本語版には、2013年にブロードウェイでリバイバル版として上演された『ピピン』に基づき、新演出を手掛けた同クリエイティブ・チームが集結。本作でトニー賞最優秀演出賞を受賞したダイアン・パウルスらが手掛ける日本語版は、日本人向けでありながら、ブロードウェイのテイストを残し、ミュージカル・ダンス・サーカスの魅力が集まった演出で上演されます。
2019年6月10日から6月30日まで東京・東急シアターオーブにて上演。その後、7月に名古屋・愛知県芸術劇場大ホール（6日・7日）、大阪・オリックス劇場（12日から15日）、静岡・清水文化会館大ホール（20日・21日）を巡演。
2022年8月30日から9月19日に東京・東急シアターオーブで、9月23日から27日に大阪・オリックス劇場で再演される。
- 演出：ダイアン・パウルス
- 振付：チェット・ウォーカー
- サーカス・クリエーション：ジプシー・シュナイダー
- 翻訳：小田島恒志
- 訳詞：小田島恒志、福田響志
- 企画・制作：フジテレビジョン/キョードー東京/ワタナベエンターテインメント

- 配役：
  - ピピン - 城田優(2019)、森崎ウィン(2022)
  - リーディングプレイヤー - Crystal Kay
  - チャールズ - 今井清隆
  - ファストラーダ - 霧矢大夢
  - キャサリン - 宮澤エマ(2019)、愛加あゆ(2022)
  - ルウィス - 岡田亮輔
  - バーサ - 中尾ミエ/前田美波里（Wキャスト）
  - テオ - 河井慈杏/日暮誠志朗（Wキャスト）(2019)、高畑遼大/生出真太郎（2022）

## 受賞歴

### 1972年、オリジナル・ブロードウエイ・プロダクション
| 年     | 賞                       | 部門                   | ノミネート者             | 結果       |
| ------ | ------------------------ | ---------------------- | ------------------------ | ---------- |
| 1973年 | トニー賞                 | ミュージカル作品賞     | ミュージカル作品賞       | ノミネート |
| 1973年 | トニー賞                 | ミュージカル脚本賞     | ロジャー・O・ハーソン    | ノミネート |
| 1973年 | トニー賞                 | ミュージカル主演男優賞 | ベン・ヴェリーン         | 受賞       |
| 1973年 | トニー賞                 | ミュージカル主演女優賞 | ルランド・パーマー       | ノミネート |
| 1973年 | トニー賞                 | ミュージカル助演女優賞 | アイリーン・ライアン     | ノミネート |
| 1973年 | トニー賞                 | オリジナル楽曲賞       | スティーブン・シュワルツ | ノミネート |
| 1973年 | トニー賞                 | ミュージカル演出賞     | ボブ・フォッシー         | 受賞       |
| 1973年 | トニー賞                 | 振付賞                 | ボブ・フォッシー         | 受賞       |
| 1973年 | トニー賞                 | 装置デザイン賞         | トニー・ウォルトン       | 受賞       |
| 1973年 | トニー賞                 | 衣装デザイン賞         | パトリシア・ジップロット | ノミネート |
| 1973年 | トニー賞                 | 照明デザイン賞         | ジュールス・フィッシャー | 受賞       |
| 1973年 | ドラマ・デスク・アワード | 演出賞                 | ボブ・フォッシー         | 受賞       |
| 1973年 | ドラマ・デスク・アワード | 振付賞                 | ボブ・フォッシー         | 受賞       |
| 1973年 | ドラマ・デスク・アワード | 装置デザイン賞         | トニー・ウォルトン       | 受賞       |
| 1973年 | ドラマ・デスク・アワード | 衣装デザイン賞         | パトリシア・ジップロット | 受賞       |

### 2013年、ブロードウエイ再演
| 年     | 賞                                  | 部門                                               | ノミネート者                                       | 結果       |
| ------ | ----------------------------------- | -------------------------------------------------- | -------------------------------------------------- | ---------- |
| 2013年 | トニー賞                            | 再演ミュージカル作品賞                             | 再演ミュージカル作品賞                             | 受賞       |
| 2013年 | トニー賞                            | ミュージカル主演女優賞                             | パティナ・ミラー                                   | 受賞       |
| 2013年 | トニー賞                            | ミュージカル助演男優賞                             | テレンス・マン                                     | ノミネート |
| 2013年 | トニー賞                            | ミュージカル助演女優賞                             | アンドレア・マーティン                             | 受賞       |
| 2013年 | トニー賞                            | ミュージカル演出賞                                 | ダイアン・ポウルズ                                 | 受賞       |
| 2013年 | トニー賞                            | 振付賞                                             | チェット・ウオーカー                               | ノミネート |
| 2013年 | トニー賞                            | ミュージカル装置デザイン                           | スコット・パスク                                   | ノミネート |
| 2013年 | トニー賞                            | ミュージカル衣装デザイン                           | ドミニク・ルミュークス                             | ノミネート |
| 2013年 | トニー賞                            | ミュージカル照明デザイン賞                         | ケネス・ポスナー                                   | ノミネート |
| 2013年 | トニー賞                            | ミュージカル音響デザイン賞                         | ジョナサン・ディーンズ、ガース・ヘルム             | ノミネート |
| 2013年 | ドラマ・リーグ・アワード            | 再演またはオフ・ブロードウエイ・ミュージカル作品賞 | 再演またはオフ・ブロードウエイ・ミュージカル作品賞 | 受賞       |
| 2013年 | ドラマ・リーグ・アワード            | 俳優賞                                             | アンドレア・マーティン                             | ノミネート |
| 2013年 | ドラマ・リーグ・アワード            | 俳優賞                                             | パティナ・ミラー                                   | ノミネート |
| 2013年 | ドラマ・デスク・アワード            | 再演ミュージカル作品賞                             | 再演ミュージカル作品賞                             | 受賞       |
| 2013年 | ドラマ・デスク・アワード            | ミュージカル演出賞                                 | ダイアン・ポウルズ                                 | 受賞       |
| 2013年 | ドラマ・デスク・アワード            | ミュージカル助演女優賞                             | アンドレア・マーティン                             | 受賞       |
| 2013年 | ドラマ・デスク・アワード            | 振付賞                                             | チェット・ウオーカー、ジプシー・スナイダー         | 受賞       |
| 2013年 | ドラマ・デスク・アワード            | 衣装デザイン賞                                     | ドミニク・ルミュークス                             | ノミネート |
| 2013年 | ドラマ・デスク・アワード            | 照明デザイン賞                                     | ケネス・ポスナー                                   | ノミネート |
| 2013年 | Outer Critics Circle Awards         | 再演ミュージカル作品賞                             | 再演ミュージカル作品賞                             | 受賞       |
| 2013年 | Outer Critics Circle Awards         | ミュージカル主演男優賞                             | マシュー・ジェイムス・トーマス                     | ノミネート |
| 2013年 | Outer Critics Circle Awards         | ミュージカル主演女優賞                             | パティナ・ミラー                                   | 受賞       |
| 2013年 | Outer Critics Circle Awards         | ミュージカル助演男優賞                             | テレンス・マン                                     | 受賞       |
| 2013年 | Outer Critics Circle Awards         | ミュージカル助演女優賞                             | アンドレア・マーティン                             | 受賞       |
| 2013年 | Outer Critics Circle Awards         | ミュージカル助演女優賞                             | シャーロット・ダンボイズ                           | ノミネート |
| 2013年 | Outer Critics Circle Awards         | ミュージカル演出賞                                 | ダイアン・ポウルズ                                 | 受賞       |
| 2013年 | Outer Critics Circle Awards         | 振付賞                                             | チェット・ウオーカー                               | 受賞       |
| 2013年 | Outer Critics Circle Awards         | 装置デザイン賞                                     | スコット・パスク                                   | ノミネート |
| 2013年 | Outer Critics Circle Awards         | 衣装デザイン賞                                     | ドミニク・ルミュークス                             | ノミネート |
| 2013年 | Outer Critics Circle Awards         | 照明デザイン賞                                     | ケネス・ポスナー                                   | 受賞       |
| 2013年 | Broadway.com Audience Choice Awards | Favorite Musical Revival                           | Favorite Musical Revival                           | ノミネート |
| 2013年 | Broadway.com Audience Choice Awards | ミュージカル女優賞                                 | パティナ・ミラー                                   | ノミネート |
| 2013年 | Fred & Adele Astaire Awards         | ブロードウエイ女性ダンサー賞                       | シャーロット・ダンボイズ                           | 受賞       |
| 2013年 | Fred & Adele Astaire Awards         | ブロードウエイ女性ダンサー賞                       | パティナ・ミラー                                   | ノミネート |
| 2013年 | Fred & Adele Astaire Awards         | ブロードウエイ女性ダンサー賞                       | アンドレア・マーティン                             | ノミネート |
| 2013年 | Fred & Adele Astaire Awards         | ブロードウエイ女性ダンサー賞                       | ステファニー・ポープ                               | ノミネート |
| 2013年 | Fred & Adele Astaire Awards         | ブロードウエイ振付賞                               | チェット・ウオーカー                               | 受賞       |

## 映像

### 1981年、ビデオ
1981年、カナダのCTVにより、舞台の映像が撮影された。この時の舞台は、オリジナル・ブロードウエイ公演でボブ・フォッシーの助手を務めたキャスリン・ドビーが演出を務めたもので、映像の監督はデイヴィッド・シーハンが務め、ロジャー・O・ハーソンが音楽を担当した。ベン・ヴェリーンがリーディング・プレイヤー役を再び演じ、ウイリアム・カットがピピン役を演じた。この映像ではいくつかのシーンがカットされた。
キャスト:
- ベン・ヴェリーン – リーディング・プレイヤー
- ウイリアム・カット – ピピン
- レスリー・デニストン – キャサリン
- ベンジャミン・レイソン – シャールマン
- マーサ・レイ - バーサ
- チタ・リヴェラ – ファストラーダ
- クリストファー・チャドマン – ルイス

### 映画化
2003年、ミュージカル『シカゴ』映画化の成功を受け、ミラマックスから映画化のオファーがあった。
2013年4月、ワインスタイン・カンパニーは映画版の脚本家に映画監督で脚本家のジェイムズ・ポンソルトを起用した。2014年12月、クレイグ・ゼイダンはニール・メロンと共にワインスタイン・カンパニーで映画『ピピン』をプロデュースすると発表した。